# Irène (novela)
Irène (publicada en francés como Travail Soigné) es una novela del escritor francés Pierre Lemaitre publicada en el año 2006 en Francia bajo los derechos de Editions du Masque y años más tarde, se adquirieron los derechos en España en 2016 por Penguin Random House Grupo Editorial.
Es la primera novela de la serie Camille Verhoeven.

## Argumento
La novela narra la historia del Comandante Camille Verhoeven, y cómo de una manera brusca y violenta se ve envuelto en uno de los casos con mayor envergadura de su trayectoria profesional, un asesino en serie anda suelto por París y parece que rinde homenaje en cada uno de sus asesinatos a una novela negra y rápidamente los medios deciden darle el sobrenombre de "El Novelista".
Para el comandante no va a ser fácil encontrarlo, y para ello necesitará la ayuda de dos hombres: un librero y un profesor de universidad, que no solo servirán para intentar atraparlo, sino que se añadirán a la larga lista de sospechosos de Verhoeven.
Escrita de una manera audaz y ácida, el propio protagonista y narrador se verá envuelto en los hilos despiadados del asesino, mientras su vida corre peligro y el número de víctimas sigue creciendo, Camille deberá tomar medidas drásticas para pararlo.
Según la opinión del autor:
Travail Soigné es un homenaje a la literatura. Cuando lo escribí traté de mezclar los autores que más me gustaban con las necesidades propias de la historia. Eso quiere decir que los autores que cito no son obligatoriamente aquellos por los que profeso una mayor admiración sino aquellos que cumplían con una doble misión: ser gente que me gustaba y que iban bien con la historia que quería contar, lo que necesitaba. Admiro mucho a Brian Easton Ellis, a David Peace y también a James Ellroy, aunque me alejo del Ellroy que encuentro demasiado reaccionario para mi gusto.
La novela cuenta con una gran influencia de clásicos literarios, sobre todo los relacionados con el mundo de la novela negra o novela policíaca, siendo algunos: Réquiem por Brown, La Colina de los suicidas, Noches en Hollywood, La Dalia Negra de James Ellroy, uno de los padres de la novela negra junto con Raymond Chandler y Dashiell Hammett.

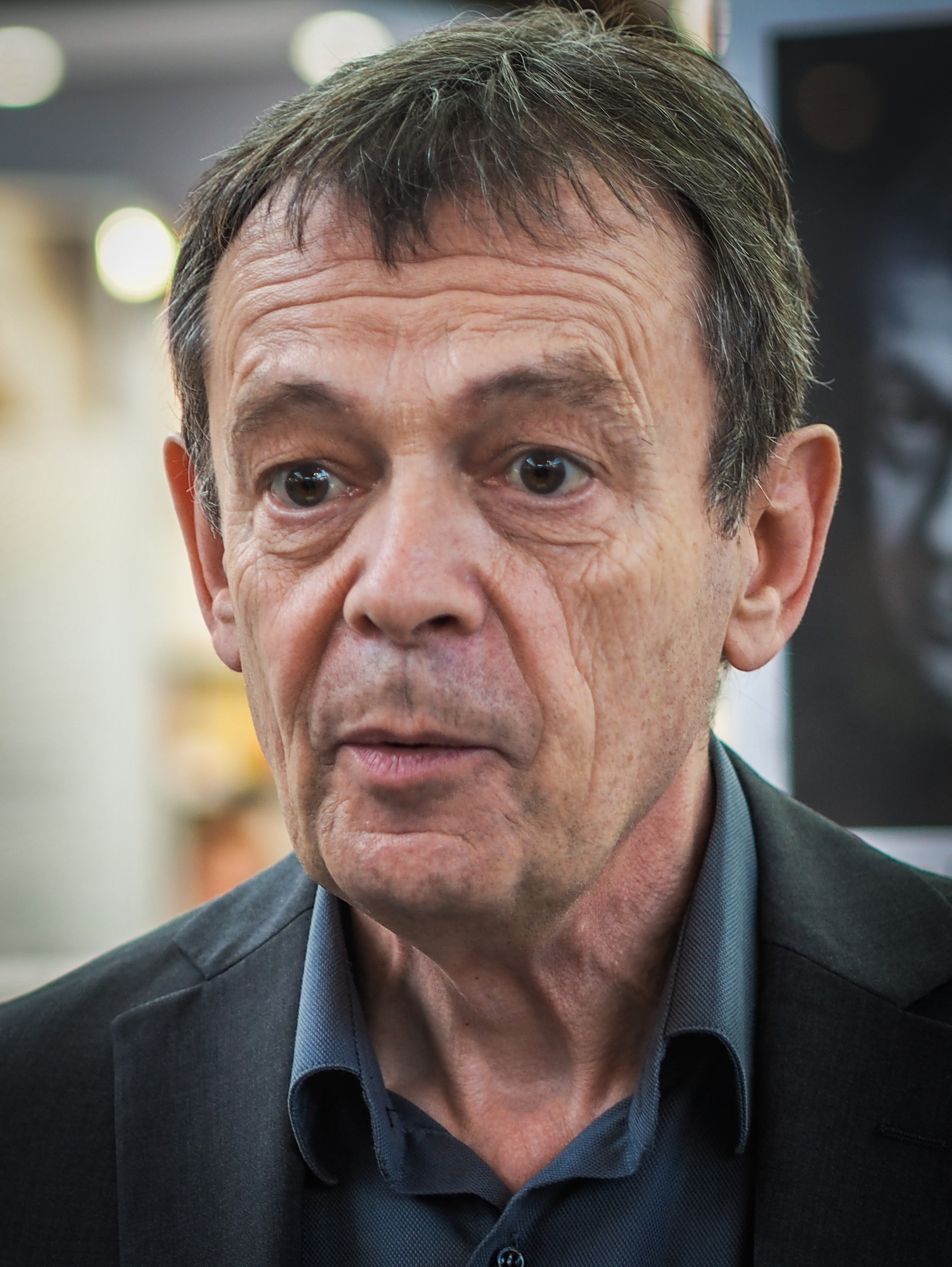
Pierre Lemaitre

## Personajes
La novela cuenta con una amplia colección de personajes:
- Camille Verhoeven:
Protagonista principal de la novela y de la serie de homónima. El personaje es comandante de la Brigada Criminal de la Policía de París. Viene de una familia obrera y su nombre fue puesto por su madre en honor a Pissarro, pues era pintora. Es tras la muerte de ésta cuando decide hacerse policía.
Camille es el único policía de su distrito que mide 1.45m y eso le hizo ser el saco de boxeo durante años, su corta estatura se debe a que su madre era fumadora compulsiva, fue la culpable de que Camille sufriera hipertrofia fetal.
Estudió Derecho en La Sorbona con una media de sobresaliente. En la actualidad de la novela cuenta con 40 años. Rostro alargado y sufre alopecia, esconde sus ojos bajo unas gafas de vista, es reconocido por sus compañeros de trabajo como alguien cortante y que nunca hay que tenerlo en contra.
Está casado con Irène y ambos esperan un hijo.

## SerieCamille Verhoeven
La serie Camille Verhoeven consta de cuatro novelas:
1. Irène (Travail soigné) (2006),[7][8] trad:: Juan Carlos Durán; Alfaguara, Madrid, 2015
2. Alex (2011), trad.: Arturo Jordá; Círculo de Lectores, 2012 / Grijalbo, 2013
3. Rosy & John (Rosy & John, o Les Grands Moyens) (2011), trad.: Juan Carlos Durán Romero; Alfaguara, 2016
4. Camille (Sacrifices) (2012),[9] trad: Juan Carlos Durán Romero; Alfaguara, 2016

A lo largo de la serie, el detective se va enfrentando a distintos asesinos en serie, pero que todos terminan teniendo un mismo objetivo en común, el propio detective y su fijación con cerrar los casos, que quizá se deba a una lucha entre protagonista y antagonista por demostrar quién tiene mayor intelecto.